# Ногавки
Ногавки (біл. вёска Нагаўкі) — село в складі Мядельського району Мінської області, Білорусь. Село підпорядковане Слобідзькій сільській раді, розташоване в північній частині області.